# Fažonci
Fažonci su naselje u Hrvatskoj u sastavu Grada Čabra. Nalaze se u Primorsko-goranskoj županiji. 

## Zemljopis
Nalazi se zapadno od obale rijeke Čabranke. 
Sjeverno su Podstene, istočno je Zamost i rijeka Čabranka i preko nje Slovenija, a u Sloveniji Sela i Osilnica, onda na istoku opet slijedi Hrvatska i naselje Hrvatsko, jugoistočno su Smrekari, Hrib i nacionalni park Risnjak, jugozapadno je Gerovo, zapadno je Mali Lug, sjeverozapadno je Smrečje.

## Stanovništvo
| broj stanovnika | 12    | 15    | 12    | 10    | 13    | 15    | 17    | 11    | 15    | 13    | 11    | 7     | 4     | 1     |       |       |       |
|                 | 1857. | 1869. | 1880. | 1890. | 1900. | 1910. | 1921. | 1931. | 1948. | 1953. | 1961. | 1971. | 1981. | 1991. | 2001. | 2011. | 2021. |